# Dermot Patrick O’Mahony
Dermot Patrick O’Mahony (* 18. Februar 1935 in Enniskillen; † 10. Dezember 2015) war ein irischer Geistlicher und römisch-katholischer Weihbischof in Dublin.

## Leben
Dermot Patrick O’Mahony empfing am 29. Mai 1960 die Priesterweihe.
Papst Paul VI. ernannte ihn am 13. Februar 1975 zum Weihbischof in Dublin und Titularbischof von Thiava. Der Erzbischof von Dublin, Dermot Ryan, spendete ihm am 13. April desselben Jahres die Bischofsweihe; Mitkonsekratoren waren die Dubliner Weihbischöfe Patrick Joseph Dunne und Joseph Carroll.
Am 7. Juni 1996 nahm Papst Johannes Paul II. seinen vorzeitigen Rücktritt an.